# Un giorno della vita
Un giorno della vita è un film del 2011 diretto da Giuseppe Papasso, prodotto dalla GFC Production e distribuito dalla Iris Film. La sceneggiatura è stata scritta da Giuseppe Papasso e da Domenico Rafele. Uscito nelle sale italiane il 14 gennaio 2011, ha incassato fino al 10 febbraio 2011 una somma pari ad 31337 €.
Il film, opera prima del regista Giuseppe Papasso, è stato girato in Basilicata tra Melfi, Barile, Forenza e Rionero in Vulture.

## Trama
Basilicata,1964. Salvatore è un bambino di dodici anni con la passione per il cinema, che lo spinge a recarsi quotidianamente in bicicletta nel paese vicino insieme agli amici Caterina e Alessio per assistere ai film proiettati in una saletta di terza visione. Questa passione è osteggiata da suo padre, un contadino comunista, autoritario e didpotico, mentre la mamma del bambino pur se vittima e succube del marito cerca in qualche modo di proteggere i suoi figli.
L'annuncio della vendita di un vecchio proiettore 16 mm. fa nascere in Salvatore l'idea di creare un piccolo cinema, ma il suo sogno è ostacolato dalla mancanza di denaro; così il piccolo riesce a sottrarre alle casse della locale sezione del Partito Comunista, in cui milita suo padre, la somma raccolta tra i militanti per inviare una delegazione a Roma ai funerali di Palmiro Togliatti. Il furto, che porta ad una serie di equivoci ed alla mancata presenza della sezione ai funerali di Togliatti, viene però scoperto e Salvatore finisce in riformatorio.

## Riconoscimenti
- - Premio Agave di Cristallo 2011: Alessandro Haber
  - Premio internazionale Cesare De Lollis 2011: Migliore regista a Giuseppe Papasso
  - Tropea Film Festival 2011: Migliore regista esordiente a Giuseppe Papasso
  - BAFF Busto Arsizio Film Festival 2011: Menzione Speciale a Alessandro Haber
  - Capua Film Festival 2011: Migliore film; migliore attore non protagonista; migliore giovane rivelazione a Giuseppe Papasso, Domenico Fortunato, Daniele Russo, Pascal Zullino
  - Festival del Cinema Mediterraneo Verso Sud 2011: Migliore film d'autore calabrese a Giuseppe Papasso
  - Premio AIC 2011: Miglior fotografia a Ugo Menegatti
  - Nomination Ciak d'oro 2011 Migliore opera prima